# Scopesrättegången

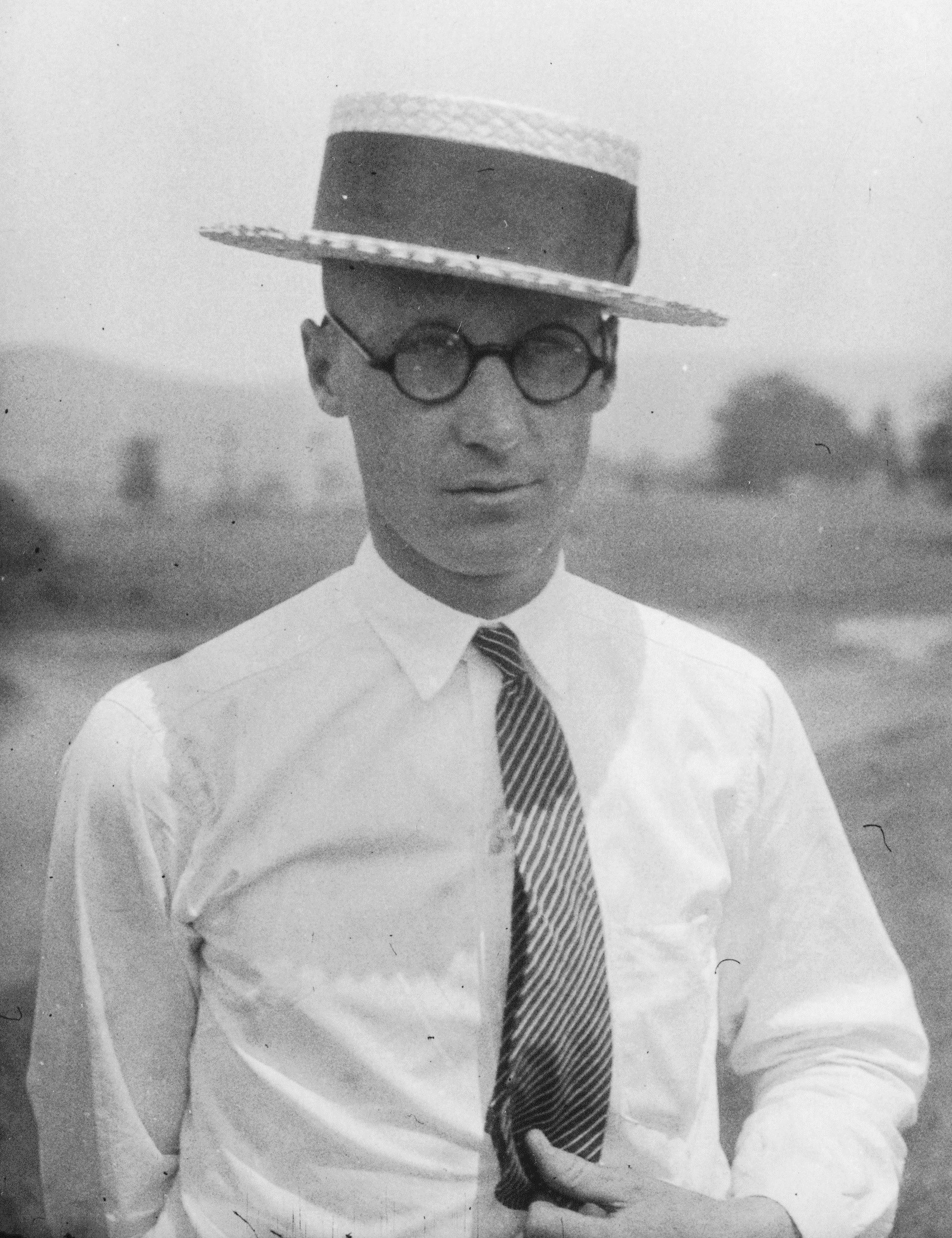
John Scopes

Scopesrättegången (engelska: Scopes Trial) eller Tennessee mot John Thomas Scopes (engelska: State of Tennessee Versus John Thomas Scopes)  alternativt Approcessen (engelska: Scopes Monkey Trial)  var ett rättsfall i USA där läraren John Scopes åtalades i Tennessees straffrättsdomstol den 21 juli 1925 för att ha undervisat om utvecklingsläran, vilket stred mot Tennessees dåvarande lagstiftning. Han dömdes till 100 amerikanska dollar i böter. och efter det kom teorin att spela en mycket liten roll i amerikanska skolor till förmån för Bibelns skapelseberättelse. När rymdkapplöpningen mellan USA och Sovjet började 1957 började man lägga ner allt större vikt på naturvetenskapliga skolämnen i USA.
Denna rättegång var en mera tillfällig accentuering av den spänning som länge rått mellan de s. k. fundamentalisterna, som hävdade Bibelns fullständiga auktoritet och mera moderata riktningar. Det var också en av fundamentalisternas ledare, W. J. Bryan, som åtalade Scopes, vilken trots ett övertygande försvar, som presterades till hans förmån, dömdes för lagöverträdelse. I januari 1927 bekräftade Högsta domstolen i Tennessee ifrågavarande lagar, men upphävde det domstolsbeslut som förklarat Scopes skyldig.

### Fotnoter
1. ↑  ”Scopesrättegången”. Dagens nyheter. 28 september 2005. http://www.dn.se/nyheter/varlden/bitter-strid-om-darwin-i-usa-rattegang/. Läst 1 september 2014.
2. ↑  Full text of the Butler Act and the bill that repealed it Arkiverad 20 maj 2009 hämtat från the Wayback Machine.
3. ↑  Anna Musikka (19 mars 2007). ”Tro och vetande”. DIVA. http://www.diva-portal.org/smash/get/diva2:15267/FULLTEXT01.pdf. Läst 1 september 2014.
4. ↑  Svensk Uppslagsbok’’, Band 2, 1947–1955. (spalt 28)